# Stary cmentarz żydowski w Markuszowie
Stary cmentarz żydowski w Markuszowie – zajmuje powierzchnię 0,1 ha na której wskutek dewastacji z czasów II wojny światowej i okresu powojennego nie zachował się żaden nagrobek. Mieści się na wschód od placu targowego. Został założony w XVII wieku i funkcjonował do XIX wieku, kiedy powstał nowy cmentarz.